# Kanyama Chiume

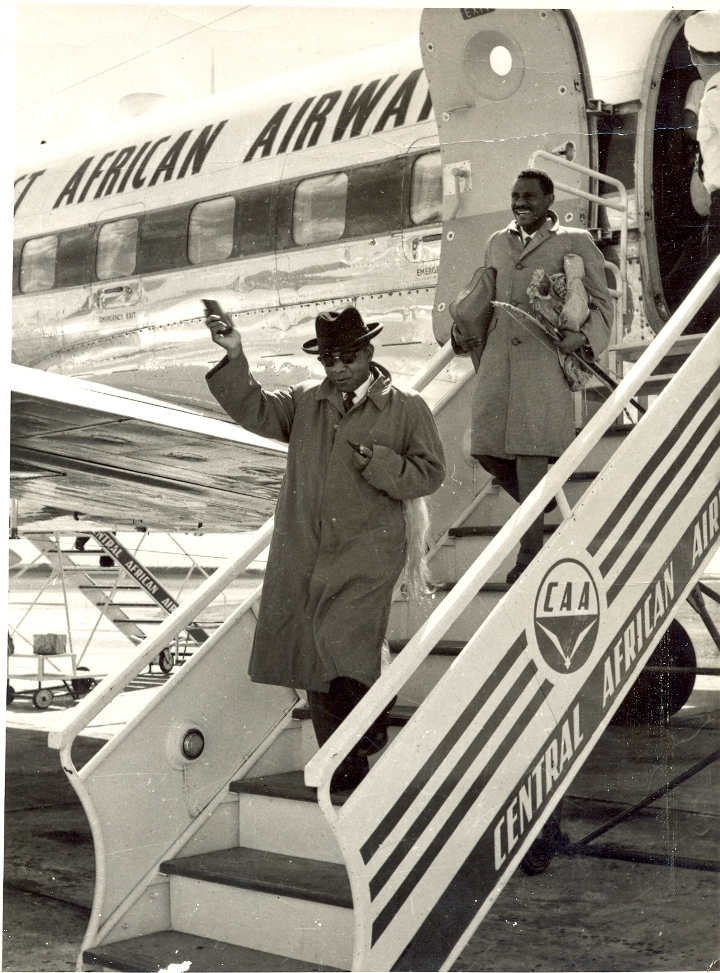
Kanyama Chiume (2.v.l.) mit Hastings Kamuzu Banda bei einem Auslandsbesuch Anfang der 1960er Jahre

Murray William Kanyama Chiume (* 22. November 1929 in Usisya, Distrikt Nkhata Bata, Nyassaland; † 21. November 2007 in New York City) war ein malawischer Politiker, der 1964 erster Außenminister des Landes war.

## Leben
Chiume war Anfang der 1950er Jahre neben Henry Chipembere und Dunduzu Chisiza einer der führenden Politiker des von Levi Mumba in der  Kolonie Nyassaland gegründeten Nyasaland African Congress und ein entschiedener Gegner der am 23. November 1953 gegründeten Zentralafrikanischen Föderation. Er wurde nach der Unabhängigkeit der bisherigen Kolonie Nyassaland vom Vereinigten Königreich am 6. Juli 1964 vom ersten Präsidenten der neu entstandenen Republik Malawi Hastings Kamuzu Banda als Mitglied von dessen Malawi Congress Party (MCP) zum ersten Außenminister berufen. Kurz darauf kam es zu Spannungen, woraufhin er als Minister entlassen wurde und ins Exil nach Tansania ging. Daraufhin übernahm Banda selbst das Amt des Außenministers.
Chiume kehrte erst nach der Abwahl von Staatspräsident Hastings Kamuzu Banda nach dreißigjähriger Amtszeit bei den ersten Mehrparteienwahlen in der Geschichte Malawis am 17. Mai 1994 in sein Heimatland zurück, trat aber politisch nicht mehr in Erscheinung.
Sein Cousin ist der Politiker Ephraim Chiume, der zwischen 2011 und 2012 erst Justizminister und im Anschluss von 2012 bis 2014 ebenfalls Außenminister war.

## Weblink
- Eintrag in rulers.org